# Епархия Кабанатуана
Епархия Кабанатуана (лат. Dioecesis Cabanatuanensis) — епархия Римско-Католической церкви с центром в городе Кабанатуан, Филиппины. Епархия Кабанатуана распространяет свою юрисдикцию на южную часть провинции Нуэва-Эсиха. Епархия Кабанатуана входит в митрополию Лингайен-Дагупана. Кафедральным собором епархии Кабанатуана является церковь святого Николая Толентинского.

## История
16 февраля 1963 года Римский папа Иоанн XXIII выпустил буллу Exterior Ecclesiae, которой учредил епархию Кабанатуана, выделив её из apxиепархии Лингайен-Дагупана.
16 февраля 1984 года епархия Кабанатуана передала часть своей территории для возведения новой епархии Сан-Хосе.

## Ординарии епархии
- епископ Mariano Gaviola y Garcés (1963 — 1967);
- епископ Vicente Reyes (1967 — 1983);
- епископ Ciceron Santa Maria Tumboconv1983 — 1990);
- епископ Sofio Guinto Balce (1990 — 2004);
- епископ Sofronio Aguirre Bancud (2004 — по настоящее время).

## Источник
- Annuario Pontificio, Libreria Editrice Vaticana, Città del Vaticano, 2003, ISBN 88-209-7422-3
- Булла Exterior Ecclesiae, AAS 56 (1964), стр. 243  (лат.)  (лат.)